# Liga I 2011-2012
Sezonul 2011-2012 al Ligii I (cunoscută și sub numele de Liga 1 Bergenbier din motive de sponsorizare) a fost cea de-a 94-a ediție a Campionatului de Fotbal al României, și a 74-a de la introducerea sistemului divizionar. A început pe 22 iulie 2011, cu meciul dintre Rapid București și FC Vaslui (primul meci al primei etape) și s-a sfârșit pe 21 mai 2012. CFR Cluj a obținut titlul de campioană după ce a învins pe rivali locali de la Universitatea Cluj cu scorul de 3-2 în rejucarea meciului din etapa a treizeci și una, golul victoriei fiind marcat de Ricardo Cadú din penalty în minutul 90. Pentru CFR Cluj, acesta a fost cel de-al treilea titlu național din palmares.

## Echipe

### Stadioane
| Universitatea Cluj         | Steaua București | CFR Cluj | Ceahlăul Piatra Neamț |
| -------------------------- | --- | --- | --------------------- |
| Cluj Arena                 | Steaua | Dr. Constantin Rădulescu | Ceahlăul              |
| Capacitate: 30.201         | Capacitate: 28.365 | Capacitate: 23.500 | Capacitate: 17.500    |
|                            | | |                       |
| Petrolul Ploiești          | Dinamo București | Voința Sibiu | Oțelul Galați         |
| Ilie Oană                  | Dinamo | Municipal | Oțelul                |
| Capacitate: 15.073         | Capacitate: 15.032 | Capacitate: 14.200 | Capacitate: 13.500    |
|                            | | |                       |
| Rapid București            | BucureștiAstraBrașovCeahlăulCFRConcordiaGaz MetanMioveniOțelulPanduriiPetrolulTârgu MureșUniversitateaVasluiVoințaEchipele din București: · Dinamo · Rapid · Sportul · SteauaLiga I 2011-2012 (România) DinamoRapidSportulSteaua Locația echipelor din București. | BucureștiAstraBrașovCeahlăulCFRConcordiaGaz MetanMioveniOțelulPanduriiPetrolulTârgu MureșUniversitateaVasluiVoințaEchipele din București: · Dinamo · Rapid · Sportul · SteauaLiga I 2011-2012 (România) DinamoRapidSportulSteaua Locația echipelor din București. | Sportul Studențesc    |
| Giulești-Valentin Stănescu | BucureștiAstraBrașovCeahlăulCFRConcordiaGaz MetanMioveniOțelulPanduriiPetrolulTârgu MureșUniversitateaVasluiVoințaEchipele din București: · Dinamo · Rapid · Sportul · SteauaLiga I 2011-2012 (România) DinamoRapidSportulSteaua Locația echipelor din București. | BucureștiAstraBrașovCeahlăulCFRConcordiaGaz MetanMioveniOțelulPanduriiPetrolulTârgu MureșUniversitateaVasluiVoințaEchipele din București: · Dinamo · Rapid · Sportul · SteauaLiga I 2011-2012 (România) DinamoRapidSportulSteaua Locația echipelor din București. | Regie                 |
| Capacitate: 11.704         | BucureștiAstraBrașovCeahlăulCFRConcordiaGaz MetanMioveniOțelulPanduriiPetrolulTârgu MureșUniversitateaVasluiVoințaEchipele din București: · Dinamo · Rapid · Sportul · SteauaLiga I 2011-2012 (România) DinamoRapidSportulSteaua Locația echipelor din București. | BucureștiAstraBrașovCeahlăulCFRConcordiaGaz MetanMioveniOțelulPanduriiPetrolulTârgu MureșUniversitateaVasluiVoințaEchipele din București: · Dinamo · Rapid · Sportul · SteauaLiga I 2011-2012 (România) DinamoRapidSportulSteaua Locația echipelor din București. | Capacitate: 10.020    |
|                            | BucureștiAstraBrașovCeahlăulCFRConcordiaGaz MetanMioveniOțelulPanduriiPetrolulTârgu MureșUniversitateaVasluiVoințaEchipele din București: · Dinamo · Rapid · Sportul · SteauaLiga I 2011-2012 (România) DinamoRapidSportulSteaua Locația echipelor din București. | BucureștiAstraBrașovCeahlăulCFRConcordiaGaz MetanMioveniOțelulPanduriiPetrolulTârgu MureșUniversitateaVasluiVoințaEchipele din București: · Dinamo · Rapid · Sportul · SteauaLiga I 2011-2012 (România) DinamoRapidSportulSteaua Locația echipelor din București. |                       |
| FC Vaslui                  | BucureștiAstraBrașovCeahlăulCFRConcordiaGaz MetanMioveniOțelulPanduriiPetrolulTârgu MureșUniversitateaVasluiVoințaEchipele din București: · Dinamo · Rapid · Sportul · SteauaLiga I 2011-2012 (România) DinamoRapidSportulSteaua Locația echipelor din București. | BucureștiAstraBrașovCeahlăulCFRConcordiaGaz MetanMioveniOțelulPanduriiPetrolulTârgu MureșUniversitateaVasluiVoințaEchipele din București: · Dinamo · Rapid · Sportul · SteauaLiga I 2011-2012 (România) DinamoRapidSportulSteaua Locația echipelor din București. | Pandurii Târgu Jiu    |
| Municipal                  | BucureștiAstraBrașovCeahlăulCFRConcordiaGaz MetanMioveniOțelulPanduriiPetrolulTârgu MureșUniversitateaVasluiVoințaEchipele din București: · Dinamo · Rapid · Sportul · SteauaLiga I 2011-2012 (România) DinamoRapidSportulSteaua Locația echipelor din București. | BucureștiAstraBrașovCeahlăulCFRConcordiaGaz MetanMioveniOțelulPanduriiPetrolulTârgu MureșUniversitateaVasluiVoințaEchipele din București: · Dinamo · Rapid · Sportul · SteauaLiga I 2011-2012 (România) DinamoRapidSportulSteaua Locația echipelor din București. | Tudor Vladimirescu    |
| Capacitate: 9.240          | BucureștiAstraBrașovCeahlăulCFRConcordiaGaz MetanMioveniOțelulPanduriiPetrolulTârgu MureșUniversitateaVasluiVoințaEchipele din București: · Dinamo · Rapid · Sportul · SteauaLiga I 2011-2012 (România) DinamoRapidSportulSteaua Locația echipelor din București. | BucureștiAstraBrașovCeahlăulCFRConcordiaGaz MetanMioveniOțelulPanduriiPetrolulTârgu MureșUniversitateaVasluiVoințaEchipele din București: · Dinamo · Rapid · Sportul · SteauaLiga I 2011-2012 (România) DinamoRapidSportulSteaua Locația echipelor din București. | Capacitate: 9.200     |
|                            | BucureștiAstraBrașovCeahlăulCFRConcordiaGaz MetanMioveniOțelulPanduriiPetrolulTârgu MureșUniversitateaVasluiVoințaEchipele din București: · Dinamo · Rapid · Sportul · SteauaLiga I 2011-2012 (România) DinamoRapidSportulSteaua Locația echipelor din București. | BucureștiAstraBrașovCeahlăulCFRConcordiaGaz MetanMioveniOțelulPanduriiPetrolulTârgu MureșUniversitateaVasluiVoințaEchipele din București: · Dinamo · Rapid · Sportul · SteauaLiga I 2011-2012 (România) DinamoRapidSportulSteaua Locația echipelor din București. |                       |
| Astra Ploiești             | BucureștiAstraBrașovCeahlăulCFRConcordiaGaz MetanMioveniOțelulPanduriiPetrolulTârgu MureșUniversitateaVasluiVoințaEchipele din București: · Dinamo · Rapid · Sportul · SteauaLiga I 2011-2012 (România) DinamoRapidSportulSteaua Locația echipelor din București. | BucureștiAstraBrașovCeahlăulCFRConcordiaGaz MetanMioveniOțelulPanduriiPetrolulTârgu MureșUniversitateaVasluiVoințaEchipele din București: · Dinamo · Rapid · Sportul · SteauaLiga I 2011-2012 (România) DinamoRapidSportulSteaua Locația echipelor din București. | FC Brașov             |
| Astra                      | BucureștiAstraBrașovCeahlăulCFRConcordiaGaz MetanMioveniOțelulPanduriiPetrolulTârgu MureșUniversitateaVasluiVoințaEchipele din București: · Dinamo · Rapid · Sportul · SteauaLiga I 2011-2012 (România) DinamoRapidSportulSteaua Locația echipelor din București. | BucureștiAstraBrașovCeahlăulCFRConcordiaGaz MetanMioveniOțelulPanduriiPetrolulTârgu MureșUniversitateaVasluiVoințaEchipele din București: · Dinamo · Rapid · Sportul · SteauaLiga I 2011-2012 (România) DinamoRapidSportulSteaua Locația echipelor din București. | Silviu Ploeșteanu     |
| Capacitate: 9.000          | BucureștiAstraBrașovCeahlăulCFRConcordiaGaz MetanMioveniOțelulPanduriiPetrolulTârgu MureșUniversitateaVasluiVoințaEchipele din București: · Dinamo · Rapid · Sportul · SteauaLiga I 2011-2012 (România) DinamoRapidSportulSteaua Locația echipelor din București. | BucureștiAstraBrașovCeahlăulCFRConcordiaGaz MetanMioveniOțelulPanduriiPetrolulTârgu MureșUniversitateaVasluiVoințaEchipele din București: · Dinamo · Rapid · Sportul · SteauaLiga I 2011-2012 (România) DinamoRapidSportulSteaua Locația echipelor din București. | Capacitate: 8.800     |
|                            | BucureștiAstraBrașovCeahlăulCFRConcordiaGaz MetanMioveniOțelulPanduriiPetrolulTârgu MureșUniversitateaVasluiVoințaEchipele din București: · Dinamo · Rapid · Sportul · SteauaLiga I 2011-2012 (România) DinamoRapidSportulSteaua Locația echipelor din București. | BucureștiAstraBrașovCeahlăulCFRConcordiaGaz MetanMioveniOțelulPanduriiPetrolulTârgu MureșUniversitateaVasluiVoințaEchipele din București: · Dinamo · Rapid · Sportul · SteauaLiga I 2011-2012 (România) DinamoRapidSportulSteaua Locația echipelor din București. |                       |
| Târgu Mureș                | Gaz Metan Mediaș | Mioveni | Concordia Chiajna     |
| Trans-Sil                  | Gaz Metan | Orășenesc | Concordia             |
| Capacitate: 8.200          | Capacitate: 7.814 | Capacitate: 7.000 | Capacitate: 5.123     |
|                            | | |                       |

1. ↑  Capacitatea stadionului Giulești-Valentin Stănescu a fost redusă de la 19.100 la 11.704 din cauza degradării avansate a structurii de rezistență a peluzei sud.

### Personal și statistici
Note: Steagurile indică echipa națională așa cum a fost definit în regulile de eligibilitate FIFA. Jucătorii și antrenorii pot deține mai mult de o naționalitate non-FIFA.
| Echipă             | Ultima promovare | Clasament 2010-11 | Antrenor (numire)           | Căpitan             | Sezoane în Liga I |
| ------------------ | ---------------- | ----------------- | --------------------------- | ------------------- | ----------------- |
| Oțelul             | 1991             | 1                 | Dorinel Munteanu (2009)     | Sergiu Costin       | 23                |
| FC Vaslui          | 2005             | 3                 | Augusto Inácio (2012)       | Gabriel Cânu        | 6                 |
| Rapid              | 1990             | 4                 | Răzvan Lucescu (2011)       | Marcos António      | 63                |
| Steaua București   | 1947             | 5                 | Mihai Stoichiță (2012)      | Alexandru Bourceanu | 63                |
| Dinamo             | 1948             | 6                 | Dario Bonetti (2012)        | Ionel Dănciulescu   | 62                |
| Gaz Metan          | 2008             | 7                 | Cristian Pustai (2007)      | Cristian Todea      | 6                 |
| U Cluj             | 2010             | 8                 | Claudiu Niculescu (2012)    | Gabriel Boștină     | 52                |
| ASA Târgu Mureș    | 2010             | 9                 | Ioan Ovidiu Sabău (2012)    | Robert Ilyeș        | 1                 |
| CFR Cluj           | 2004             | 10                | Ioan Andone (2012)          | Cadú                | 16                |
| Astra Ploiești     | 2009             | 11                | Mircea Rednic (2012)        | Lucian Goian        | 8                 |
| FC Brașov          | 2008             | 12                | Ionuț Badea (2012)          | Marian Cristescu    | 42                |
| Pandurii           | 2005             | 13                | Petre Grigoraș (2010)       | Mihai Pintilii      | 6                 |
| Sportul Studențesc | 2010             | 18                | Daniel Isăilă (2011)        | Costin Curelea      | 35                |
| Ceahlăul           | 2011             | 1S1 (Liga a II-a) | Costel Enache (2011)        | Alexandru Forminte  | 14                |
| Petrolul           | 2011             | 1S2 (Liga a II-a) | Gheorghe Mulțescu (2012)    | Florentin Dumitru   | 53                |
| Chiajna            | 2011             | 2S1 (Liga a II-a) | Laurențiu Reghecampf (2011) | Petre Marin         | 0                 |
| Mioveni            | 2011             | 3S2 (Liga a II-a) | Constantin Stancu (2012)    | Mihai Olteanu       | 1                 |
| Voința Sibiu       | 2011             | 4S2 (Liga a II-a) | Alexandru Pelici (2010)     | Nicolae Grigore     | 0                 |

Legendă culori
     Oțelul Galați a participat în faza grupelor Ligii Campionilor 2011-2012
     Steaua București a participat în șaisprezecimile UEFA Europa League 2011-2012
     Rapid București și Vaslui au participat în faza grupelor UEFA Europa League 2011-2012, Vaslui trecând și prin al treilea tur preliminar al Ligii Campionilor 2011-2012
     Dinamo București și Gaz Metan Mediaș a participat în play-off-ul UEFA Europa League 2011-2012
     Promovată din Liga a II-a 2010-2011

### Schimbări manageriale
| Club                | Antrenor           | Modalitatea de schimbare          | Data plecării      | Poziția în clasament | Înlocuit cu          | Data numirii       |
| ------------------- | ------------------ | --------------------------------- | ------------------ | -------------------- | -------------------- | ------------------ |
| CFR Cluj            | Alin Minteuan      | final de contract                 | 22 mai 2011        | presezon             | Jorge Costa          | 1 iunie 2011       |
| Steaua București    | Gabriel Caramarin  | sfârșitul mandatului de interimar | 26 mai 2011        | presezon             | Ronny Levy           | 10 iunie 2011      |
| Rapid București     | Marian Rada        | sfârșitul mandatului de interimar | 4 iunie 2011       | presezon             | Răzvan Lucescu       | 4 iunie 2011       |
| Dinamo București    | Ioan Andone        | a demisionat                      | 8 iunie 2011       | presezon             | Liviu Ciobotariu     | 13 iunie 2011      |
| FC Brașov           | António Conceição  | a demisionat                      | 14 iulie 2011      | presezon             | Daniel Isăilă        | 14 iulie 2011      |
| Astra Ploiești      | Tibor Selymes      | concediat                         | 1 august 2011      | 15                   | Marius Șumudică      | 3 august 2011      |
| FC Brașov           | Daniel Isăilă      | sfârșitul mandatului de interimar | 9 august 2011      | 10                   | José Murcia          | 9 august 2011      |
| CS Mioveni          | Ionuț Popa         | a demisionat                      | 22 august 2011     | 18                   | Ilie Stan            | 22 august 2011     |
| FC Brașov           | José Murcia        | a demisionat                      | 29 august 2011     | 11                   | Daniel Isăilă        | 29 august 2011     |
| CS Mioveni          | Ilie Stan          | a demisionat                      | 16 septembrie 2011 | 18                   | Mihai Stoichiță      | 4 octombrie 2011   |
| FCM Târgu Mureș     | Ioan Sabău         | a demisionat                      | 26 septembrie 2011 | 16                   | Tibor Selymes        | 27 September 2011  |
| FC Steaua București | Ronny Levy         | a demisionat                      | 29 septembrie 2011 | 9                    | Ilie Stan            | 30 septembrie 2011 |
| CS Mioveni          | Constantin Stancu  | sfârșitul mandatului de interimar | 4 octombrie 2011   | 17                   | Mihai Stoichiță      | 4 octombrie 2011   |
| Sportul Studențesc  | Gheorghe Mulțescu  | a demisionat                      | 15 octombrie 2011  | 15                   | Daniel Timofte       | 17 octombrie 2011  |
| Astra Ploiești      | Marius Șumudică    | a demisionat                      | 30 octombrie 2011  | 8                    | Tibor Selymes        | 3 noiembrie 2011   |
| FC Brașov           | Daniel Isăilă      | sfârșitul mandatului de interimar | 1 noiembrie 2011   | 12                   | Marius Șumudică      | 1 noiembrie 2011   |
| Sportul Studențesc  | Daniel Timofte     | sfârșitul mandatului de interimar | 4 noiembrie 2011   | 15                   | Daniel Isăilă        | 4 noiembrie 2011   |
| CS Mioveni          | Mihai Stoichiță    | a demisionat                      | 14 noiembrie 2011  | 18                   | Mihai Stoica         | 16 noiembrie 2011  |
| CS Mioveni          | Mihai Stoica       | a demisionat                      | 1 decembrie2011    | 18                   | Marian Pană          | 4 decembrie 2011   |
| Concordia Chiajna   | Laurențiu Diniță   | a demisionat                      | 17 decembrie 2011  | 17                   | Laurențiu Reghecampf | 18 decembrie 2011  |
| Astra Ploiești      | Tibor Selymes      | concediat                         | 18 decembrie 2011  | 9                    | Toni Conceição       | 6 ianuarie 2012    |
| FCM Târgu Mureș     | Maurizio Trombetta | concediat                         | 21 ianuarie 2012   | 15                   | Marius Lăcătuș       | 21 ianuarie 2012   |
| Universitatea Cluj  | Ionuț Badea        | concediat                         | 14 martie 2012     | 8                    | Claudiu Niculescu    | 14 martie 2012     |
| FCM Târgu Mureș     | Marius Lăcătuș     | a demisionat                      | 19 martie 2012     | 16                   | Ioan Sabău           | 19 martie 2012     |
| Astra Ploiești      | Toni Conceição     | concediat                         | 26 martie 2012     | 11                   | Mircea Rednic        | 29 martie 2012     |
| Steaua București    | Ilie Stan          | a demisionat                      | 27 martie 2012     | 4                    | Mihai Stoichiță      | 27 martie 2012     |
| Petrolul Ploiești   | Valeriu Răchită    | a demisionat                      | 28 martie 2012     | 17                   | Gheorghe Mulțescu    | 28 martie 2012     |
| CFR Cluj            | Jorge Costa        | concediat                         | 8 aprilie 2012     | 1                    | Ioan Andone          | 8 aprilie 2012     |
| Dinamo București    | Liviu Ciobotariu   | a demisionat                      | 10 aprilie 2012    | 2                    | Dario Bonetti        | 10 aprilie 2012    |
| FC Brașov           | Marius Șumudică    | concediat                         | 16 aprilie 2012    | 11                   | Ionuț Badea          | 16 aprilie 2012    |
| CS Mioveni          | Marian Pană        | concediat                         | 4 mai 2012         | 18                   | Constantin Stancu    | 4 mai 2012         |

## Clasament
| Loc | Echipă                 | Pct. | MJ | V  | E  | Î  | GM | GP | DG  | Calificare sau retrogradare        |
| --- | ---------------------- | ---- | -- | -- | -- | -- | -- | -- | --- | ---------------------------------- |
| 1.  | CFR Cluj (C)           | 71   | 34 | 21 | 8  | 5  | 63 | 31 | +32 | Liga Campionilor 2012-13 Turul III |
| 2.  | FC Vaslui              | 70   | 34 | 22 | 4  | 8  | 58 | 29 | +29 | Liga Campionilor 2012-13 Turul III |
| 3.  | Steaua București       | 66   | 34 | 19 | 9  | 6  | 47 | 26 | +21 | Europa League 2012-13 Turul III    |
| 4.  | Rapid                  | 64   | 34 | 18 | 10 | 6  | 54 | 29 | +25 | Europa League 2012-13 Turul II     |
| 5.  | Dinamo                 | 62   | 34 | 18 | 8  | 8  | 57 | 32 | +25 | Europa League 2012-13 Play-off     |
| 6.  | Oțelul                 | 52   | 34 | 15 | 7  | 12 | 34 | 29 | +5  |                                    |
| 7.  | Pandurii               | 47   | 34 | 12 | 11 | 11 | 47 | 40 | +7  |                                    |
| 8.  | U Cluj                 | 47   | 34 | 11 | 14 | 9  | 46 | 37 | +9  |                                    |
| 9.  | Chiajna                | 45   | 34 | 13 | 6  | 15 | 42 | 52 | −10 |                                    |
| 10. | FC Brașov              | 45   | 34 | 13 | 6  | 15 | 39 | 34 | +5  |                                    |
| 11. | Ceahlăul               | 42   | 34 | 11 | 9  | 14 | 36 | 46 | −10 |                                    |
| 12. | Astra Ploiești         | 41   | 34 | 11 | 8  | 15 | 36 | 43 | −7  |                                    |
| 13. | Gaz Metan              | 41   | 34 | 11 | 8  | 15 | 39 | 54 | −15 |                                    |
| 14. | Petrolul               | 39   | 34 | 10 | 9  | 15 | 42 | 45 | −3  |                                    |
| 15. | ASA Târgu Mureș (R)    | 35   | 34 | 8  | 11 | 15 | 34 | 47 | −13 | Retrogradare în Liga a II-a        |
| 16. | Voința Sibiu (R)       | 32   | 34 | 8  | 8  | 18 | 24 | 45 | −21 | Retrogradare în Liga a II-a        |
| 17. | Sportul Studențesc (R) | 30   | 34 | 6  | 12 | 16 | 33 | 55 | −22 | Retrogradare în Liga a II-a        |
| 18. | Mioveni (R)            | 12   | 34 | 2  | 6  | 26 | 20 | 77 | −57 | Retrogradare în Liga a II-a        |

1. ↑  Dinamo București a câștigat Cupa României 2011-2012 și s-a calificat în play-off-ul UEFA Europa League 2012-2013.
2. 1 2  PAN 1–0 UCL; UCL 0–1 PAN
3. 1 2  CON 2–1 BRA; BRA 2–3 CON
4. 1 2  AST 2–0 GAZ; GAZ 0–0 AST

### Pozițiile pe etapă
| Club \ Etapa       | ‎‎1  | 2  | 3  | 4  | 5  | 6  | 7  | 8  | 9  | 10 | 11 | 12 | 13 | 14 | 15 | 16 | 17 | 18 | 19 | 20 | 21 | 22 | 23 | 24 | 25 | 26 | 27 | 28 | 29 | 30 | 31 | 32 | 33 | 34 |
| ------------------ | -- | -- | -- | -- | -- | -- | -- | -- | -- | -- | -- | -- | -- | -- | -- | -- | -- | -- | -- | -- | -- | -- | -- | -- | -- | -- | -- | -- | -- | -- | -- | -- | -- | -- |
| CFR Cluj           | 2  | 2  | 3  | 7  | 5  | 3  | 2  | 2  | 4  | 4  | 2  | 2  | 3  | 3  | 2  | 2  | 2  | 2  | 2  | 2  | 1  | 1  | 1  | 1  | 1  | 1  | 2  | 1  | 1  | 1  | 2  | 2  | 1  | 1  |
| Vaslui             | 18 | 14 | 9  | 13 | 9  | 7  | 8  | 7  | 5  | 6  | 7  | 6  | 7  | 5  | 8  | 5  | 4  | 7  | 5  | 5  | 5  | 5  | 3  | 3  | 5  | 5  | 4  | 3  | 3  | 2  | 1  | 1  | 2  | 2  |
| Steaua             | 8  | 4  | 2  | 4  | 3  | 6  | 7  | 9  | 8  | 8  | 8  | 7  | 5  | 8  | 6  | 4  | 6  | 4  | 4  | 4  | 4  | 4  | 4  | 4  | 3  | 3  | 5  | 5  | 5  | 4  | 3  | 3  | 3  | 3  |
| Rapid              | 1  | 9  | 3  | 2  | 2  | 2  | 4  | 3  | 3  | 2  | 3  | 3  | 2  | 2  | 3  | 3  | 3  | 3  | 3  | 3  | 3  | 3  | 5  | 5  | 4  | 4  | 3  | 2  | 2  | 3  | 4  | 5  | 4  | 4  |
| Dinamo             | 6  | 1  | 1  | 1  | 1  | 1  | 1  | 1  | 1  | 1  | 1  | 1  | 1  | 1  | 1  | 1  | 1  | 1  | 1  | 1  | 2  | 2  | 2  | 2  | 2  | 2  | 1  | 3  | 4  | 5  | 5  | 4  | 5  | 5  |
| Oțelul             | 12 | 12 | 8  | 5  | 8  | 14 | 10 | 10 | 11 | 9  | 9  | 9  | 8  | 6  | 7  | 8  | 7  | 5  | 6  | 6  | 6  | 6  | 6  | 6  | 6  | 6  | 7  | 6  | 8  | 6  | 6  | 6  | 6  | 6  |
| Universitatea Cluj | 6  | 3  | 5  | 3  | 4  | 5  | 5  | 4  | 2  | 3  | 5  | 5  | 4  | 4  | 4  | 6  | 8  | 8  | 8  | 8  | 8  | 8  | 8  | 7  | 7  | 7  | 6  | 7  | 6  | 7  | 7  | 7  | 7  | 7  |
| Pandurii           | 8  | 5  | 12 | 6  | 6  | 4  | 3  | 5  | 6  | 5  | 4  | 4  | 6  | 9  | 5  | 7  | 5  | 6  | 7  | 7  | 7  | 7  | 7  | 8  | 8  | 8  | 8  | 8  | 7  | 8  | 8  | 8  | 8  | 8  |
| Brașov             | 3  | 10 | 6  | 7  | 11 | 12 | 9  | 11 | 10 | 12 | 12 | 12 | 14 | 12 | 13 | 11 | 12 | 12 | 10 | 10 | 11 | 10 | 9  | 9  | 11 | 11 | 12 | 11 | 13 | 12 | 9  | 12 | 9  | 9  |
| Concordia          | 12 | 12 | 17 | 17 | 18 | 18 | 18 | 18 | 18 | 18 | 18 | 16 | 16 | 17 | 17 | 17 | 17 | 17 | 17 | 17 | 17 | 16 | 16 | 16 | 15 | 15 | 14 | 13 | 12 | 13 | 11 | 9  | 10 | 10 |
| Ceahlăul           | 8  | 11 | 15 | 11 | 14 | 9  | 11 | 12 | 12 | 13 | 13 | 11 | 11 | 10 | 10 | 10 | 10 | 10 | 11 | 11 | 12 | 12 | 10 | 11 | 10 | 10 | 10 | 12 | 11 | 9  | 10 | 13 | 14 | 11 |
| Astra              | 17 | 15 | 13 | 10 | 10 | 10 | 6  | 6  | 7  | 7  | 6  | 8  | 9  | 7  | 9  | 9  | 9  | 9  | 9  | 9  | 9  | 9  | 11 | 10 | 9  | 9  | 9  | 9  | 9  | 10 | 12 | 10 | 11 | 12 |
| Gaz Metan          | 12 | 18 | 14 | 9  | 13 | 8  | 12 | 8  | 9  | 10 | 10 | 10 | 10 | 11 | 12 | 13 | 11 | 11 | 12 | 12 | 10 | 11 | 12 | 12 | 12 | 12 | 11 | 10 | 10 | 11 | 13 | 14 | 12 | 13 |
| Petrolul           | 3  | 7  | 11 | 13 | 7  | 11 | 13 | 13 | 13 | 11 | 11 | 13 | 12 | 13 | 11 | 12 | 13 | 13 | 14 | 15 | 15 | 17 | 17 | 17 | 16 | 16 | 16 | 15 | 15 | 14 | 14 | 11 | 13 | 14 |
| Târgu Mureș        | 15 | 15 | 16 | 15 | 15 | 15 | 15 | 16 | 14 | 14 | 15 | 17 | 17 | 15 | 14 | 14 | 15 | 15 | 16 | 16 | 16 | 15 | 14 | 15 | 14 | 14 | 13 | 14 | 14 | 15 | 15 | 15 | 15 | 15 |
| Voința             | 8  | 7  | 7  | 12 | 12 | 13 | 14 | 14 | 15 | 16 | 14 | 14 | 13 | 14 | 15 | 15 | 14 | 14 | 13 | 13 | 14 | 14 | 13 | 14 | 13 | 13 | 15 | 16 | 16 | 16 | 16 | 16 | 16 | 16 |
| Sportul Studențesc | 3  | 5  | 10 | 16 | 16 | 16 | 17 | 17 | 16 | 15 | 16 | 15 | 15 | 16 | 16 | 16 | 16 | 16 | 15 | 14 | 13 | 13 | 15 | 13 | 17 | 17 | 17 | 17 | 17 | 17 | 17 | 17 | 17 | 17 |
| CS Mioveni         | 15 | 17 | 18 | 18 | 17 | 17 | 16 | 15 | 17 | 17 | 17 | 18 | 18 | 18 | 18 | 18 | 18 | 18 | 18 | 18 | 18 | 18 | 18 | 18 | 18 | 18 | 18 | 18 | 18 | 18 | 18 | 18 | 18 | 18 |

| Câștigătorii Ligii I, ediția 2011/2012 |
| -------------------------------------- |
| CFR Cluj Al treilea titlu              |

## Rezultate
| Acasă \ Deplasare[1] | Astra | Brașov | Ceahlăul | CFR Cluj | Concordia | Dinamo | Gaz Metan | Mioveni | Oțelul | Pandurii | Petrolul | Rapid | Sportul Studențesc | Steaua | Târgu Mureș | U Cluj | Vaslui | Voința Sibiu |
| Astra                |       | 1–4    | 0–0      | 0–1      | 0–2       | 0–0    | 2–0       | 3–1     | 3–1    | 2–0      | 1–1      | 0–1   | 2–2                | 2–1    | 0–2         | 0–0    | 1–0    | 0–1          |
| Brașov               | 2–0   |        | 1–1      | 1–2      | 2–3       | 2–0    | 2–12      | 4–0     | 0–2    | 2–1      | 1–0      | 1–0   | 1–0                | 1–2    | 2–1         | 1–1    | 1–2    | 3–0          |
| Ceahlăul             | 1–2   | 1–0    |          | 0–2      | 0–0       | 0–5    | 2–0       | 2–0     | 0–2    | 1–1      | 2–1      | 1–2   | 1–2                | 1–0    | 1–1         | 1–1    | 1–3    | 2–1          |
| CFR Cluj             | 2–0   | 1–0    | 2–1      |          | 2–4       | 2–3    | 0–2       | 3–0     | 2–0    | 2–0      | 1–1      | 0–5   | 6–1                | 1–1    | 1–0         | 3–1    | 2–0    | 2–1          |
| Concordia            | 0–1   | 2–1    | 2–0      | 0–4      |           | 1–3    | 0–0       | 3–1     | 1–0    | 3–1      | 0–2      | 1–0   | 1–2                | 0–2    | 4–1         | 0–0    | 0–3    | 2–0          |
| Dinamo               | 3–0   | 0–0    | 3–2      | 0–1      | 2–0       |        | 2–013     | 4–1     | 2–1    | 2–0      | 1–3      | 0–0   | 1–3                | 1–3    | 1–03        | 2–2    | 0–1    | 1–0          |
| Gaz Metan            | 0–0   | 1–1    | 3–1      | 1–1      | 1–0       | 0–5    |           | 1–1     | 1–0    | 3–2      | 0–1      | 2–2   | 3–1                | 3–0    | 2–1         | 2–5    | 1–1    | 3–0          |
| CS Mioveni           | 0–1   | 0–1    | 1–2      | 0–5      | 1–3       | 0–1    | 4–2       |         | 1–2    | 0–2      | 0–0      | 1–2   | 2–1                | 0–1    | 0–0         | 0–1    | 0–5    | 1–2          |
| Oțelul               | 1–1   | 1–0    | 0–0      | 0–4      | 0–0       | 1–1    | 1–0       | 0–0     |        | 2–1      | 1–0      | 2–0   | 1–0                | 1–2    | 0–0         | 2–0    | 1–2    | 3–0          |
| Pandurii             | 1–2   | 2–1    | 1–1      | 2–0      | 5–2       | 2–2    | 1–0       | 5–1     | 0–1    |          | 1–0      | 3–0   | 1–1                | 1–1    | 2–0         | 1–0    | 1–2    | 0–0          |
| Petrolul             | 3–1   | 2–0    | 0–14     | 1–1      | 3–4       | 1–5    | 4–0       | 3–1     | 2–14   | 0–0      |          | 0–14  | 0–3                | 0–314  | 0–1         | 2–2    | 1–2    | 4–1          |
| Rapid                | 3–2   | 1–111  | 1–2      | 1–1      | 2–08      | 0–0    | 5–3       | 4–0     | 1–0    | 2–2      | 2–0      |       | 2–0                | 1–1    | 1–1         | 1–1    | 3–05   | 3–0          |
| Sportul              | 0–4   | 2–1    | 1–1      | 1–1      | 2–2       | 0–2    | 1–2       | 0–0     | 0–2    | 0–0      | 1–1      | 0–2   |                    | 0–0    | 1–1         | 2–4    | 1–0    | 2–2          |
| Steaua               | 2–1   | 1–013  | 1–0      | 1–113    | 2–113     | 3–213  | 0–0       | 4–06    | 2–112  | 1–29     | 2–1      | 0–013 | 4–1                |        | 2–09        | 2–17   | 0–1    | 1–013        |
| Târgu Mureș          | 2–2   | 0–0    | 4–3      | 0–2      | 3–0       | 0–1    | 1–0       | 2–0     | 1–2    | 3–3      | 1–2      | 0–2   | 2–1                | 1–0    |             | 1–1    | 2–3    | 0–0          |
| Universitatea Cluj   | 3–1   | 1–0    | 1–010    | 2–3      | 1–110     | 0–0    | 3–0       | 2–2     | 1–1    | 0–1      | 3–210    | 2–010 | 1–1                | 0–1    | 3–1         |        | 0–1    | 3–1          |
| Vaslui               | 2–1   | 0–1    | 1–2      | 1–1      | 4–0       | 3–1    | 4–0       | 3–0     | 1–0    | 3–2      | 0–0      | 2–3   | 1–0                | 0–0    | 4–0         | 1–0    |        | 2–0          |
| Voința               | 1–0   | 2–1    | 1–2      | 0–1      | 1–0       | 0–1    | 0–2       | 3–1     | 0–1    | 0–0      | 1–1      | 0–1   | 1–0                | 1–1    | 1–1         | 0–0    | 3–0    |              |

Ultima actualizare: 21 mai 2012
Sursa: LPF
1Echipa gazdă este listată în coloana din stânga.
2 Meciul s-a jucat pe Stadionul Trans-Sil, Târgu Mureș deoarece stadionul echipei FC Brașov a fost suspendat ca urmare a incidentelor din semifinala Cupei României 2011-12.
3 Meciul s-a jucat pe Stadionul Astra, Ploiești deoarece Dinamo a fost suspendat ca urmare a incidentelor din Finala Cupei României 2011.
4 Meciul s-a jucat pe Stadionul Municipal, Buzău deoarece stadionul Petrolului era în construcție.
5 Meciul s-a jucat pe Stadionul Regie, București deoarece stadionul echipei Rapid a fost suspendat ca urmare a incidentelor din ultima etapă a Ligii I 2010–11.
6 Meciul s-a jucat pe Stadionul Farul, Constanța deoarece stadionul echipei Steaua a fost suspendat ca urmare a incidentelor din Finala Cupei României 2011.
7 Meciul s-a jucat pe Stadionul Astra, Ploiești deoarece stadionul echipei Steaua a fost suspendat ca urmare a incidentelor din Supercupa României 2011.
8 Meciul s-a jucat pe Stadionul Nicolae Dobrin, Pitești
9 Meciul s-a jucat pe Stadionul Astra, Ploiești 
10 Meciul s-a jucat pe Stadionul Gaz Metan, Mediaș deoarece stadionul echipei U Cluj era în construcție. 
11 Meciul s-a jucat pe Stadionul Regie, București 
12 Meciul s-a jucat pe Stadionul Municipal Buzău
13  Meciul s-a jucat pe National Arena
14  Meciul a fost câștigat de Steaua la masa verde (0-3) după ce a fost suspendat în minutul 45+10 la scorul de 0-2 datorită incidentelor provocate de faniii Petrolului.
Culori: Albastru = gazda e câștigătoare; Galben = egal; Roșu = oaspeții sunt câștigători.

## Statistici

### Top marcatori
Actualizat la 10 iunie 2012
27 goluri
- Wesley (Vaslui)

19 goluri
- Marius Niculae (Dinamo)

13 goluri
- Raul Rusescu (Steaua)
- Ionel Dănciulescu (Dinamo)
- Ovidiu Herea (Rapid)

12 goluri
- Hamza Younés (Petrolul)
- Pantelis Kapetanos (CFR Cluj)

11 goluri
- Daniel Oprița (Petrolul)

10 goluri
- Kehinde Fatai (Astra)
- Modou Sougou (CFR Cluj)
- Bojan Golubović (Ceahlăul)

### Goluri
- Primul gol al sezonului:  Ciprian Deac pentru Rapid București împotriva FC Vaslui (22 iulie 2011)[59]
- Al 100-lea gol al sezonului:  Dan Săndulescu pentru CS Mioveni împotriva Gaz Metan Mediaș (29 august 2011)
- Cel mai rapid gol al sezonului: 11 secunde –  Cristian Irimia pentru Sportul Studențesc împotriva Concordia Chiajna (25 iulie 2011)[60]
- Primul autogol al sezonului:  Rui Duarte (Rapid București) pentru Universitatea Cluj(30 iulie 2011)[61]
- Primul penalty al sezonlui:  Cristian Tănase (Steaua București) împotriva CS Mioveni (31 iulie 2011)[62] (nu a marcat)
- Primul penalty transformat al sezonului:  Cătălin Munteanu (Dinamo București) împotriva Gaz Metan Mediaș (31 iulie 2011)[63]

### Disciplină
- Primul cartonaș galben al sezonului:  Dan Alexa (Rapid București) în meciul cu  FC Vaslui (22 iulie 2011)[59]
- Primul cartonaș roșu al sezonului:  Zhivko Milanov (FC Vaslui) în meciul cu Rapid București (22 iulie 2011)[59]
- Echipa cu cele mai multe cartonașe roșii: 3 - Oțelul Galați, Petrolul Ploiești, FCM Târgu Mureș, Steaua București, Rapid București (actualizat la 18 septembrie 2011)[64]
- Echipa cu cele mai multe cartonașe galbene: 27 - Steaua București, Rapid București (actualizat la 18 septembrie 2011)[64]
- Jucătorul cu cele mai multe cartonașe galbene: 5 -  Milan Perendija (Oțelul Galați) (actualizat la 17 septembrie 2011)[65]

### Diverse
- Cea mai scump transfer: 4 mil. Euro –  Gabriel Torje de la Dinamo București la  Udinese (26 august 2011)[66]